# إر تي دبلفي
إذاعة وتلفزيون الوداد (RTW) ، هو الإذاعة الرياضية عن طريق الإنترنت للمنتمين إلى نادي الوداد البيضاوي المغربي لكرة القدم .

## وصلات خارجية
- الموقع الرسمي